# Rancho Quemado, Chiapas
Rancho Quemado är en ort i Mexiko.   Den ligger i kommunen Cacahoatán och delstaten Chiapas, i den sydöstra delen av landet, 900 km sydost om huvudstaden Mexico City. Rancho Quemado ligger 1 520 meter över havet och antalet invånare är 119.
Terrängen runt Rancho Quemado är bergig åt nordost, men åt sydväst är den kuperad. Runt Rancho Quemado är det ganska tätbefolkat, med 179 invånare per kvadratkilometer. Närmaste större samhälle är Cacahoatán, 12,6 km söder om Rancho Quemado. I omgivningarna runt Rancho Quemado växer i huvudsak städsegrön lövskog.